# Cevdet Sunay
Cevdet Sunay (Trebisonda, 10 de febrero de 1899-Estambul, 22 de mayo de 1982) fue un militar y político turco.
Fue comandante en jefe del ejército (1960-1966) y jefe del estado mayor, ocupó la presidencia de Turquía de 1966 a 1973.

## Primeros años y carrera
Sunay nació en 1899 en Trebisonda, en el Imperio otomano. Luego asistió a la escuela primaria y secundaria en Erzurum y Edirne, se graduó de la Escuela Secundaria Militar Kuleli en Estambul. Durante la Primera Guerra Mundial, luchó en 1917 en el frente palestino y se volvió prisionero de guerra de los británicos en Egipto en 1918. Luego de su liberación, luchó primero en el frente del sur, y luego en el frente oeste, durante la guerra turca de Independencia.
Sunay completó su formación militar en 1927, y se graduó del Colegio Militar de Guerra en 1930 como oficial de cuerpo. Escaló todos los rangos hasta llegar a general en 1949 y finalmente general de cuatro estrellas en 1959, ocupando diversos puestos en las fuerzas armadas. En 1960 fue designado jefe del Ejército y, más tarde, jefe del gabinete. El 14 de marzo de 1966, fue designado como senador por el presidente Cemal Gürsel.
Cuando la presidencia terminó debido a los problemas de salud de Gürsel, de acuerdo con la constitución, Cevdet Sunay fue elegido presidente por la Gran Asamblea Nacional Turca el 28 de marzo de 1966. Se mantuvo en el cargo a pesar de crecientes hechos terroristas, revueltas estudiantiles y amenazas de golpes de Estado. Completó el mandato constitucional de siete años, hasta el 28 de marzo de 1973 y luego se convirtió en senador permanente.
Se casó con Atıfet en 1929. Tuvieron tres hijos.

## Distinciones honoríficas
Nacionales
- Medalla de la Independencia con Distintivo Rojo.

Extranjeras
- Caballero comendador de la Honorabilísima Orden del Baño [KCB] (Reino Unido).
- Medalla conmemorativa del 2.500 Aniversario del Imperio de Irán (Imperio de Irán, 14/10/1971).[3]